# Bangana lemassoni
Bangana lemassoni är en fiskart som först beskrevs av Pellegrin och Chevey, 1936.  Bangana lemassoni ingår i släktet Bangana och familjen karpfiskar. IUCN kategoriserar arten globalt som otillräckligt studerad. Inga underarter finns listade.